# Liste von Literaturdatenbanken
Eine Literaturdatenbank ist eine Fachdatenbank mit bibliographischen Angaben sowie gegebenenfalls Fachtextinformationen. Als Bibliografische Datenbank bzw. Themenverzeichnis enthält sie eine Sammlung von Publikationen zu einem bestimmten Fachbereich oder Themengebiet. Als Bibliothekskatalog bzw. Bestandsverzeichnis enthält sie die Bestände einer Bibliothek oder eines Bibliotheksverbundes.
Im Zuge der Digitalisierung wurden ehemals in Form von Bibliographien oder Zettelkästen papiergebundene Verzeichnisse in elektronische Speicherformen überführt. Sie sind oft über das Internet verfügbar. Spezielle Literatursuchmaschinen greifen zur Vereinfachung der Recherche darauf zu. Virtuelle Bibliotheken halten neben Informationen zu Fachtexten diese selbst elektronisch vor. Zur weiteren Erleichterung förderte die Deutsche Forschungsgemeinschaft an der Universität Regensburg das Datenbank-Infosystem DBIS.

## Bibliographische Datenbanken (Themenverzeichnisse)
- Bibliographie der deutschen Sprach- und Literaturwissenschaft Universitätsbibliothek Frankfurt am Main
- Bibliotheks- und Bibliographieportal Herder-Institut für historische Ostmitteleuropaforschung, Leibniz-Gemeinschaft, Marburg
- Bioethik-Literaturdatenbank BELIT Deutsches Referenzzentrum für Ethik in den Biowissenschaften (DRZE), Bonn
- Dokumentation Natur und Landschaft (DNL) Bundesamt für Naturschutz, Bonn
- Epigraphische Datenbank Heidelberg (Epigraphische Datenbank Heidelberg), Heidelberger Akademie der Wissenschaften, Heidelberg
- Fachinformationssystem Bildung (FIS) Leibniz-Institut für Bildungsforschung und Bildungsinformation, Frankfurt am Main
- NRW-Literatur-Online-Datenbank Westfälisches Literaturbüro in Unna e. V. (WLB), Unna
- Portal der Politikwissenschaft (Annotierte Bibliografie der Politikwissenschaft), Stiftung Wissenschaft und Demokratie, Kiel
- PSYNDEX Deutschsprachige Psychologische Fachliteratur, Leibniz-Institut für Psychologie (ZPID), Trier
- Sport und Recherche im Focus Bundesinstitut für Sportwissenschaft, Bonn
- WiSo – Die Datenbank für Hochschulen Wirtschafts-/Sozialwissenschaften GBI-Genios Deutsche Wirtschaftsdatenbank (FAZ, Handelsblatt), München
- Pubmed National Library of Medicine, Vereinigte Staaten

## Bibliothekskataloge (Bestandsverzeichnisse)
- Gemeinsamer Bibliotheksverbund – Verbundzentrale (VBZ) der Länder Bremen, Hamburg, Mecklenburg-Vorpommern, Niedersachsen, Sachsen-Anhalt, Schleswig-Holstein, Thüringen und der Stiftung Preußischer Kulturbesitz, Göttingen
- Library of Congress – Catalog, Vereinigte Staaten